# Astracantha pseudaurea
Astracantha pseudaurea là một loài thực vật có hoa trong họ Đậu. Loài này được (Sirj. & Rech.f.) Podlech miêu tả khoa học đầu tiên.